# طب ما قبل التاريخ

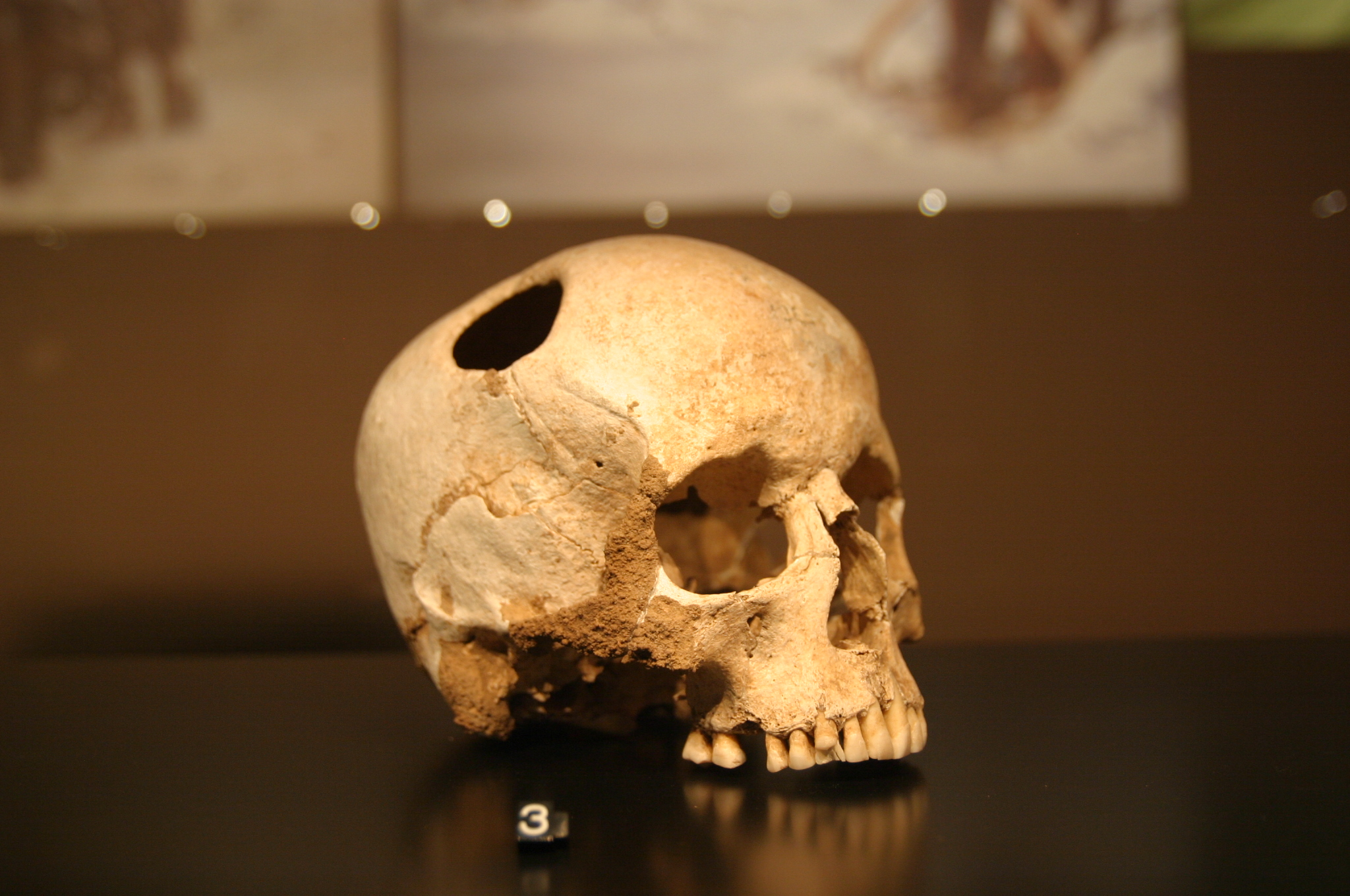
جمجمة تُظهر أدلة على نقب الجمجمة

طِبُّ ما قَبْلَ التَّارِيخ هو أي استخدام للطب من قبل اختراع الكتابة وتوثيق تاريخ الطب. ولأن توقيت اختراع الكتابة يختلف حسب الثقافة والمنطقة، فإن مصطلح «الطب ما قبل التاريخ» يشمل مجموعة واسعة من الفترات الزمنية والتواريخ.
تعتمد دراسة الطب في عصور ما قبل التاريخ بشكل كبير على الآثار وبقايا الإنسان، وعلى الأنثروبولوجيا. سابقًا كانت الشعوب المنعزلة وبعض السكان الأصليين الذين يعيشون بالطريقة التقليدية موضوع الدراسات الأنثروبولوجية من أجل الحصول على نظرة ثاقبة للممارسات المعاصرة والقديمة.

## الأمراض والوفيات
كانت مختلف الأمراض والعلل أكثر شيوعًا في عصور ما قبل التاريخ من اليوم، هفناك أدلة على أن العديد من الناس يعانون من هشاشة العظام، ربما بسبب رفع الأشياء الثقيلة الذي كان مهمة يومية وضرورية في مجتمعاتهم. على سبيل المثال، نقل الحجارة، على الرغم من أن هذه الممارسة بدأت خلال العصر الحجري الحديث والتي تؤدي إلى فرط تمديد أسفل الظهر عند سحب الحجارة، ساهم ذلك في كسور العمود الفقري ولاحقًا الفقار. قد تصبح أشياء مثل الجروح والكدمات وكسور العظام، بدون المطهرات، والاحتياجات المناسبة، ودون العلم بالجراثيم، خطيرة جدا مع عدم وجود ما يكفي من طرق علاج العدوى.[هل يوثق بهذا المصدر؟]
وهناك أيضا أدلة على الإصابة بالكساح، زتشوه العظام و (لين العظام)،  الذي يسببه نقص فيتامين د.
كان متوسط العمر المتوقع في عصور ما قبل التاريخ منخفضًا، 25–40 عاما،  مع متوسط عمر أطول للرجال من النساء؛ إذ وجدت الأدلة الأثرية للنساء والأطفال معًا أن العديد من النساء قد مُتْن أثناء الولادة. وهناك تفسير آخر ممكن لقصر الحياة في عصور ما قبل التاريخ وهو أن السبب قد يكون سوء التغذية؛ لذا فالرجال كصيادين قد تلقوا طعامًا أفضل من النساء وبالتالي أصبحت النساء أقل قدرة على مقاومة المرض.

## علاجات الأمراض

### المواد النباتية
[[ملف:Rosmarino_fiori.jpg|يسار|تصغير|300x300بك|استُخدمت الأعشاب مثل إكليل الجبل للأغراض الطبية في شعوب ما قبل التاريخ.

كانت المواد النباتية (الأعشاب والمواد المستخرجة من مصادر طبيعية) من أهم علاجات الأمراض في ثقافات عصور ما قبل التاريخ. وبسبب تعفُّن المواد النباتية السريع تحت معظم الطروف، لم يفهم المؤرخون تمامًا الأنواع التي كانت تستخدم في عصور ما قبل الطب. يمكن الحصول على رؤية عن طريق البحث في مناخ المجتمع ومن ثَمَّ التحقق من الأنواع التي تنمو في ظروف مماثلة اليوم ومن خلال الدراسات الأنثروبولوجية القائمة على الشعوب الأصلية الموجودة. وعلى عكس الحضارات القديمة التي يمكن معرفة مصدر موادها النباتية دوليًا، كانت تقتصر مجتمعات عصور ما قبل التاريخ على مناطق محددة. على الرغم من أن البدو الرحل من القبائل قد يكون لديهم مجموعة متنوعة من المواد النباتية أكثر من المجتمعات الثابتة.
وُجدَت آثار من مختلف المواد النباتية من خلال التجربة والخطأ. وكان جمع وصرف المواد النباتية في معظم الثقافات يتم من قِبَل المرأة، التي تهتم بصحة الأسرة. كانت المواد النباتية علاجًا هامًا للأمراض عبر التاريخ. انتقل هذا الدخر من المعرفة شفويًا عبر الأجيال.
استُخدم فطر بوليبور البتولا بشكل شائع في بيئات جبال الألب، كملين في شعوب ما قبل التاريخ التي تعيش في شمال أوروبا، حيث كان من المعروف أنه يجلب نوبات قصيرة من الإسهال عند تناوله، ووُجد بين ممتلكات رجل مُحنَّط.

### استخدام الأرض والطين
قدمت الأتربة والطين لشعوب ما قبل التاريخ بعض أوائل أدويتهم. كان هذا مرتبطًا بأكل التراب الذي كان منتشرًا على نطاق واسع للغاية بين الحيوانات البرية وكذلك بين الحيوانات المستأنسة. ولا سيما أن أكل التراب انتشر على نطاق واسع بين الرئيسيات غير البشرية المعاصرة. كذلك تعلَّم البشر في وقت مبكر استخدام الطين المُعالِج من خلال مراقبة سلوك الحيوان. استُخدم مثل هذا الطين داخليًا وخارجيًا، كعلاج لالتئام الجروح وبعد الجراحة. لازال أكل التراب والاستخدام الخارجي للطين على حد سواء منتشرًا على نطاق واسع جدًا بين السكان الأصليين في جميع أنحاء العالم، وكذلك شعوب ما قبل الثورة الصناعية.

### الجراحة
كان نقب الجمجمة عملية جراحية أساسية والتي أجريت معظمها من قِبَل رجال الطب في مجتمعات عصور ما قبل التاريخ حول العالم،  على الرغم من أن الأدلة تشير إلى تركُّز الممارسة في بيرو. تفسر عدة نظريات السبب وراء نقب الجمجمة؛ أنها كانت تُستخدم في علاج بعض الأمراض مثل الصداع والصرع. إذ كانت تُعتبر هذه الآثار من روح شريرة محاصرة داخل الشخص. على الرغم من كونها غير لائقة طبيًا في الغالبية العظمى من الحالات، وكونها إجراء خطر جدًا، هناك أدلة على اكتشاف أنسجة عظام محيطة بالثقب الجراحي نمت جزئيًا مرة أخرى، أي أن البقاء على قيد الحياة حدث بعد هذا الإجراء على الأقل في بعض الأحيان.
كانت لوحة عظم الجمجمة، التي يبلغ قطرها أحيانًا 5 سم (2 بوصة)، تظل مع الشخص عند وفاته، وتكون بمثابة سحر أو في بعض الاعتقادات الروحية والدينية؛ دفن هذا اللوح من العظام سيرد الجسم إلى حالته الكاملة للحياة الآخرة. كان نقب الجمجمة أحد العمليات الجراحية القليلة المُنفّذة في عصور ما قبل التاريخ. نادرًا ما أجريت جراحة أخرى؛ إذ لم يكن لدى رجال الطب التدريب أو المعدات المتخصصة اللازمة للقيام بعملية جراحية على الجسم الداخلي. وكان من المفترض أن تستغرق العملية 60 دقيقة في جلسة واحدة، وإذا تم ذلك في عدة جلسات، فكان من الممكن أن يستغرق إكمالها ما يصل إلى 12 يومًا.
كان لدى العديد من شعوب عصور ما قبل التاريخ القدرة على إصلاح العظام المكسورة باستخدام المواد الطينية. تُغطَّى المنطقة المصابة بالطين، والتي تصبح صلبة فيما بعد فيمكن للعظام أن تلتئم بشكل صحيح دون أي تدخل. أيضًا، مبكرًا في الأمريكتين، استُخدمت لدغات بعض أنواع النمل لحماية الجروح من العدوى؛ تُمسك النملة فوق الجرح حتى تعضُّه، حيث يمكن إزالة رأسها والسماح للقراضة أن تبقى باستمرار لإغلاق الجرح.

### السحر ورجال الطب

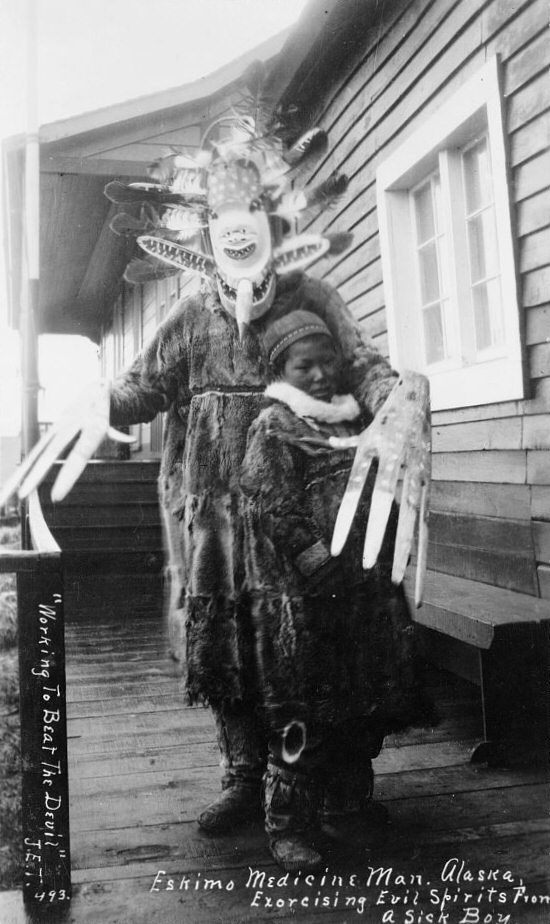
شامان يقوم بطرد الأرواح الشريرة من ولد مريض.

حافظ رجال الطب (أيضًا الأطباء السحرة، الشامان) على صحة قبيلتهم بجمع وتوزيع الأعشاب وإجراء العمليات الجراحية البسيطة، وتقديم المشورة الطبية، والقيام بالعلاجات الخارقة مثل السحر، والتعاويذ والتمائم لدرء الأرواح الشريرة. في المجتمع الأباتشي، بدأ رجال الطب يقيمون حفلًا على المريض، والذي يحضره الأهل والأصدقاء. يتألف من صيغ سحرية، وصلوات، وتطبيل. فيكشف رجل الطب عن طبيعة المرض وكيفية التعامل معه.
كان من المُعتقَد من قِبَل القبيلة قدرة رجال الطب على الاتصال بالأرواح أو الآلهة واستخدام قوى خارقة لعلاج المريض، وفي العملية، يقومون بطرد الأرواح الشريرة. وإذا لم يفلح هذا الأسلوب ولاعملية نقب الجمجمة، تُعتبر الروح قوية جدًا ولن تخرج من الشخص. كان من الشائع أن يكون لرجال الطب مراكز قوية في النظام القبلي، بسبب معرفتهم الطبية ولقدرتهم على الاتصال بالآلهة. وبالضرورة، يُنقل تدريبهم الديني والطبي للأجيال التالية شفويًا.

## طب الأسنان
اكتشف علماء الآثار في مهرغاره في محافظة بالوشيستان في باكستان في الوقت الحاضر أن حضارة شعب وادي السند من بداية فترات هارابا (3300 قبل الميلاد) كانوا على علم بالطب وطب الأسنان. اكتشف عالم الأنثروبولوجيا الفيزيائية الذي قام بالفحوصات البروفيسور أندريا كوسينا من جامعة ميسوري الأمر عندما كان ينظف أسنان أحدهم. ووجدت أبحاث لاحقة في نفس المنطقة أدلة على أن الأسنان قد حفرت منذ تاريخ يعود إلى 7000 قبل الميلاد.

## مشكلة الأدلة
لا توجد أدلة مكتوبة يمكن استخدامها للتحقيق في فترة ما قبل التاريخ. ويجب على المؤرخين استخدام مصادر أخرى مثل الرفات البشرية والدراسات الأنثروبولوجية للمجتمعات التي تعيش في ظروف مماثلة. وتنشأ مجموعة متنوعة من المشاكل عند استخدام المصادر المذكورة أعلاه.
البقايا البشرية من هذه الفترة نادرة، ولا شك أن الكثير منها قد دُمِّر بسبب طقوس الدفن أو التكسير. والأدلة الأثرية الأكثر إفادة  هي المومياوات، التي ظلت محفوظة إما عن طريق التجميد أو في مستنقعات الخث؛  لا يوجد دليل يشير إلى أن شعوب ما قبل التاريخ حنطوا الموتى لأسباب دينية، كما فعل المصريون القدماء. ويمكن لهذه الأجسام تزويد العلماء بمواضيع وقت الوفاة: الوزن، والأمراض، والطول، والنظام الغذائي، والعمر، وحالة العظام،  مما يمنح مؤشرات حيوية عن كيفية تطور طب ما قبل التاريخ.
لم يصنف الناس من عصور ماقبل التاريخ من الناحية الفنية كـ«دليل مكتوب»، فقد تركوا أنواعًا كثيرة من اللوحات، وذلك باستخدام الدهانات المصنوعة من المعادن مثل الجير والطين والفحم النباتي، والفرش المصنوع من الريش، والفراء الحيواني، أو الأغصان على جدران الكهوف. على الرغم من أن العديد من هذه اللوحات يُعتقد أن لها أغراضًا روحية أو دينية،  كانت هناك بعض، مثل رجل مع قرون (يعتقد أن يكون رجل الطب)، والتي كشفت عن جزء من الطب ما قبل التاريخ. وقد أظهرت العديد من لوحات الكهف أيدي الإنسان فاقدة لعدد من الأصابع (لم تظهر أي منها دون الإبهام)، مما يشير إلى أنها قُطعت لأغراض تضحية أو عملية، كما هو الحال بين البيغميين.
يمكن استخدام كتابات بعض الثقافات (مثل الرومان) كدليل لاكتشاف كيف مارست ثقافات ما قبل التاريخ المعاصر الطب. فالأشخاص الذين يعيشون في ظل وجود بدوي مماثل اليوم قد استخدموا كمصدر للأدلة أيضًا، ولكن من الواضح أن هناك اختلافات واضحة في البيئات التي يعيش فيهاالبدو الرحل؛ فإن شعب ما قبل التاريخ الذي عاش في بريطانيا على سبيل المثال، لا يمكن مقارنته على نحو فعال بالسكان الأصليين في أستراليا، بسبب الاختلافات الجغرافية.